# Römische Streitkräfte in Thracia
Die Römischen Streitkräfte in Thracia bestanden ab Mitte des ersten Jahrhunderts n. Chr. aus den in Thracia stationierten Auxiliartruppen. Unter Claudius (41–54) wurde das Vasallenkönigreich der Odrysen annektiert und die römische Provinz Thracia eingerichtet.

## Auxiliartruppen

### 88 n. Chr.
Auf einem Militärdiplom aus dem Jahr 88 wird eine Kohorte für die Provinz aufgeführt:
- Cohors I Ituraeorum

### 114 n. Chr.
Auf einem Militärdiplom aus dem Jahr 114 werden zwei Kohorten für die Provinz aufgeführt:
- Cohors II Bracaraugustanorum
- Cohors IV Gallorum

### 138 n. Chr.
Auf einem Militärdiplom aus dem Jahr 138 werden zwei Kohorten aufgeführt:
- Cohors I Cisipadensium
- Cohors II Lucensium

### 157 bis 167/168 n. Chr.
Auf Militärdiplomen aus den Jahren 157 bis 167/168 werden drei Kohorten aufgeführt:
- Cohors I Aelia Athoitorum
- Cohors II Lucensium
- Cohors II Mattiacorum